# Stictotarsus procerus
Stictotarsus procerus är en skalbaggsart som först beskrevs av Aubé 1838.  Stictotarsus procerus ingår i släktet Stictotarsus och familjen dykare. Inga underarter finns listade i Catalogue of Life.